# Ibn Mālik
Ibn Mālik (* um 1204/05 in Jaén; † 22. Februar 1274 in Damaskus) war ein spanisch-arabischer Gelehrter. Obwohl er auch in Koran und Ḥadīṯ bewandert war, kennt ihn die Welt hauptsächlich als Grammatiker und Verfasser der Alfiyya, die mit seinem Namen unlösbar verbunden ist. 

## Biographie
aṣ-Ṣafadī (1296–1363), der Verfasser des größten biographischen Lexikons, schreibt Folgendes über ihn:
„Der Scheich Ǧamāl ad-Dīn ibn Mālik, (mit Vornamen) Muḥammad, der Sohn des ʿAbdallāh ibn ʿAbdallāh ibn Mālik, der unvergleichlich hochgelehrte Imām, (mit Eponym) Ǧamāl ad-Dīn (und kunya) Abū ʿAbdallāh, der von den Banū aṭ-Ṭayyiʾ abstammte (الطائي aṭ-ṭāʾī), aus Jaën gebürtig war (الجياني al-ǧayyānī) und zur schāfiʿitischen Rechtsschule gehörte, der Grammatiker, war ein Einwohner von Damaskus. Er wurde geboren im Jahre (sechshundert-)eins (ca. 1204–05 AD) und studierte in Damaskus bei Mukarram und Abū Ṣādiq al-Ḥasan ibn Ṣabbāḥ sowie bei Abū l-Ḥasan as-Saḫāwī und anderen. Die Hochsprache (العربية al-ʿarabiyya) erwarb er sich von mehr als nur einem (Lehrer). Er nahm an den Banketten bei Ibn ʿAmrūn und anderen in Aleppo teil. Er erwarb sich in Aleppo Ansehen durch Unterricht in der Hochsprache und wandte sein Streben der Festigung des Altarabischen (لسان العرب lisān al-ʿarab) zu, so dass er schließlich die Spitze darin erreichte und die Fortgeschrittensten übertraf. Er wurde zum führenden Experten in den koranischen Lesevarianten (القراءات al-qirāʾāt) und ihren Begründungen; er verfasste in diesem Fach eine auf Dāl reimende Qaṣīde, welche … (مرموزة في قدر الشاطبية marmūza fī qadri š-šāṭibiyya).
Was die Lexikographie (لغة luġa) angeht, so war er die ultimative Autorität. Der Scheich Šihāb ad-Dīn Abū ṯ-Ṯanāʾ Maḥmūd der Imām, Gott hab ihn selig, berichtete mir wortwörtlich: ‹Eines Tages saß er (im Unterricht) und legte dar, was der Verfasser des muḥkam gegenüber al-ʾAzharī an lexikalischem Sondergut aufweist. Und dies, finde ich, ist schon eine staunenswerte Sache, weil er beide Bücher überliefern will›. Auch berichtete er mir von ihm, dass, wenn er in der ʿĀdiliyya das Gebet verrichtet hatte – er war ja der Imām dieser Medrese –, ihn der Oberrichter Šams ad-Dīn Ibn Ḫallikān aus Ehrerbietung vor ihm bis an sein Haus zu begleiten pflegte.
Die Alfiyya des Scheich (Ibn Mālik), die man die Ḫulāṣa nennt, rezitierte ich (zwecks Autorisierung) Wort für Wort vor dem erwähnten Scheich Šihāb ad-Dīn, und zwar hatte er sie mir von ihm (Ibn Mālik) überliefert. Ich überlieferte sie weiter unter Autorisierung von Nāṣir ad-Dīn Šāfiʿ ibn ʿAbdaẓẓāhir und von Šihāb ad-Dīn ibn Ġānim, also unter Autorisierung von beiden, die ihrerseits auch von ihm (Scheich Šihāb ad-Dīn Abū ṯ-Ṯanāʾ Maḥmūd der Imām) bestätigt wurde.
Was Flexions- und Satzlehre (نحو naḥw) und die Lehre von den Ableitungen (تصريف taṣrīf) betrifft, so war er in ihnen ein Meer, dessen Tiefe sich nicht ergründen lässt, und was seine Vertrautheit mit der altarabischen Dichtung angeht, aus der er seine Belegstellen für Flexions- und Satzlehre sowie Lexikographie zitierte, so war es geradezu ein Wunderding; die führenden namhaftesten Gelehrten pflegten vor ihm ratlos zu werden. Was seine Expertise in den Überlieferungen angeht, so war er darin ein Vorbild (آية ʾāya). Er belegte viel aus dem Koran, und wenn sich in diesem kein Beleg fand, (erst dann) griff er auf den Ḥadīṯ zurück. Fand sich da auch nichts, so griff er auf die altarabische Dichtung zurück.
Bei alldem war er gläubig und fromm, aufrichtig und ging oft zwei Meilen statt einer, war von gefälligem Betragen und höchstem Intellekt, und von den anderen Maghrebinern hob er sich durch zwei Eigenschaften ab: Freigebigkeit und Zugehörigkeit zur Schule des aš-Šāfiʿī. Er hielt sich eine ganze Weile in Damaskus auf, Bücher verfassend und in der Moschee und dem Mausoleum al-ʿĀdiliyya (als Lehrer) arbeitend. Das Verfassen von Gedichten fiel ihm leicht, sei’s Raǧaz, sei’s Ṭawīl, sei’s Basīṭ. Er verfasste den كتاب تسهيل الفوائد kitāb tashīl al-fawāʾid, den Saʿd ad-Dīn Muḥammad ibn ʿArabī in hübschen Versen in den höchsten Tönen lobte.“